# Phaeoura aetha
Phaeoura aetha là một loài bướm đêm trong họ Geometridae.